# Zimapán
Zimapan är en ort i Mexiko.   Den ligger i kommunen Zimapán och delstaten Hidalgo, i den sydöstra delen av landet, 150 km norr om huvudstaden Mexico City. Zimapan ligger 1 779 meter över havet och antalet invånare är 12 455.
Terrängen runt Zimapan är kuperad. Runt Zimapan är det ganska glesbefolkat, med 39 invånare per kvadratkilometer. Zimapan är det största samhället i trakten. Trakten runt Zimapan består i huvudsak av gräsmarker.